# Al Bowlly

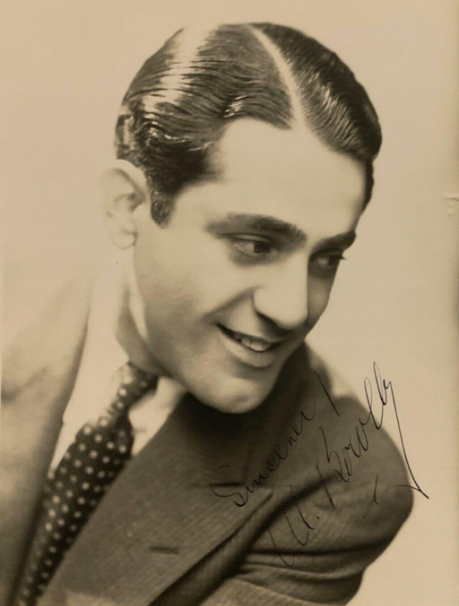
Al Bowlly, signiertes Autogramm (1936).

Albert Alick „Al“ Bowlly (* 7. Januar 1898 in Lourenço Marques, Portugiesisch-Ostafrika; † 17. April 1941 in London, Vereinigtes Königreich) war ein südafrikanischer Pop- und Jazzsänger. In den 1930er Jahren war er der populärste Vokalist in Großbritannien.

## Leben
Bowllys Griechisch-orthodoxer Vater Alick Pauli († 1927) wurde als Alexandros Pavlis auf Rhodos geboren. Er wanderte 1892 nach Australien aus und lernte während der Überfahrt Miriam „Mary“ Ayoub, eine aus dem Libanon stammende Katholikin kennen, die er noch im selben Jahr in Perth heiratete. Bowlly wurde in der Hauptstadt der damaligen portugiesischen Kolonie Portugiesisch-Ostafrika, Lourenço Marques (heute Maputo) geboren. Doch schon bald emigrierten seine Eltern ins südafrikanische Johannesburg, wo Bowlly zunächst als Sänger und Gitarrist der Tanzorchester von Edgar Adeler in Afrika und Südostasien und von Jimmy Liquime in Indien und Singapur tätig war. Erste Platten als Sänger nahm er 1927 in Deutschland mit Arthur Briggs, Fred Bird sowie unter eigenem Namen („Blue Skies“) auf. Mit dem Orchester von Fred Elizalde trat er 1928 in England auf. Sein Song „If I Had You“ war einer der ersten Hits einer englischen Jazzband, der auch in Nordamerika populär wurde.

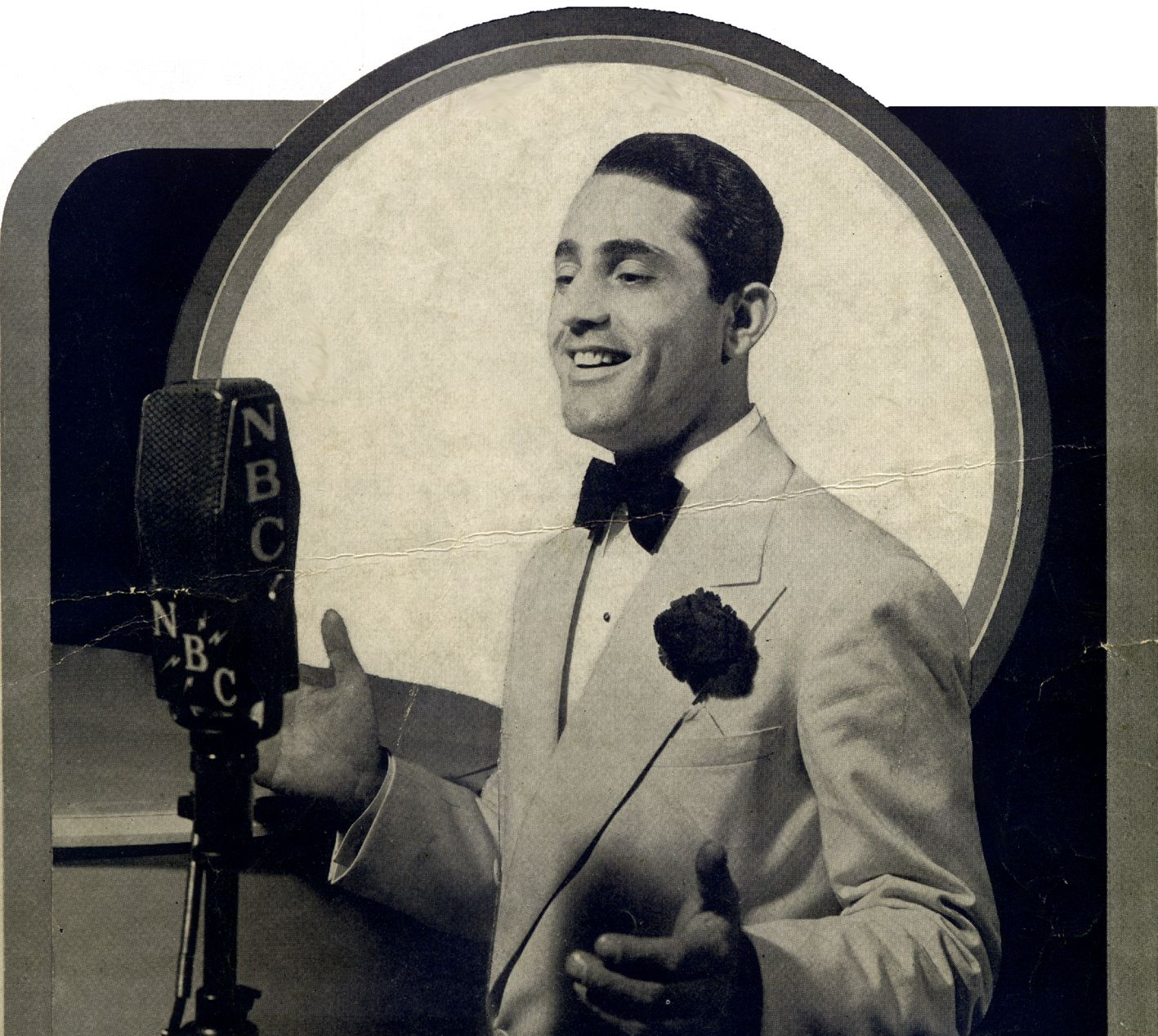
Al Bowlly, 1936.

Zu Beginn der 1930er nahm er zahlreiche Songs vor allem mit den Orchestern von Ray Noble und Lew Stone auf, insbesondere aus seiner Zusammenarbeit mit Noble entstanden Hits wie „The Very Thought of You“ und „Midnight, the Stars and You“. Anfang der 1930er-Jahre spielte er auch in mehreren britischen Kinofilmen. In New York trat er 1934 mit einem von Glenn Miller zusammengestellten Orchester auf, zu dem Claude Thornhill, Charlie Spivak und Bud Freeman gehörten. In den nächsten Jahren waren seine Interpretationen von „Blue Moon“, „Easy to Love“, „I’ve Got You Under My Skin“ und „My Melancholy Baby“ so erfolgreich, dass Bowlly eine Radioshow bei NBC erhielt. Im gleichen Jahr kehrte er nach England zurück, wo er mit seinen Radio City Rhythm Makers auftrat, aber auch mit den Orchestern von Sydney Lipton, Geraldo und Ken Johnson.
Nach Anbruch des Zweiten Weltkrieges war die Musik von Bowlly und den Tanzband weniger gefragt, dennoch arbeitete er bis zu seinem Tod an Aufnahmen. Al Bowlly starb nach einem auswärtigen Auftritt, bei dem er die angebotene Übernachtungsmöglichkeit abgelehnt hatte, während eines der schwersten deutschen Luftangriffe auf London (dem in England so genannten 'The Wednesday' des Blitz) durch eine Luftmine, die bei seinem Wohngebäude in der Duke Street in St. James’s explodierte. Insgesamt umfasst sein Schaffen mehr als 1000 Aufnahmen.

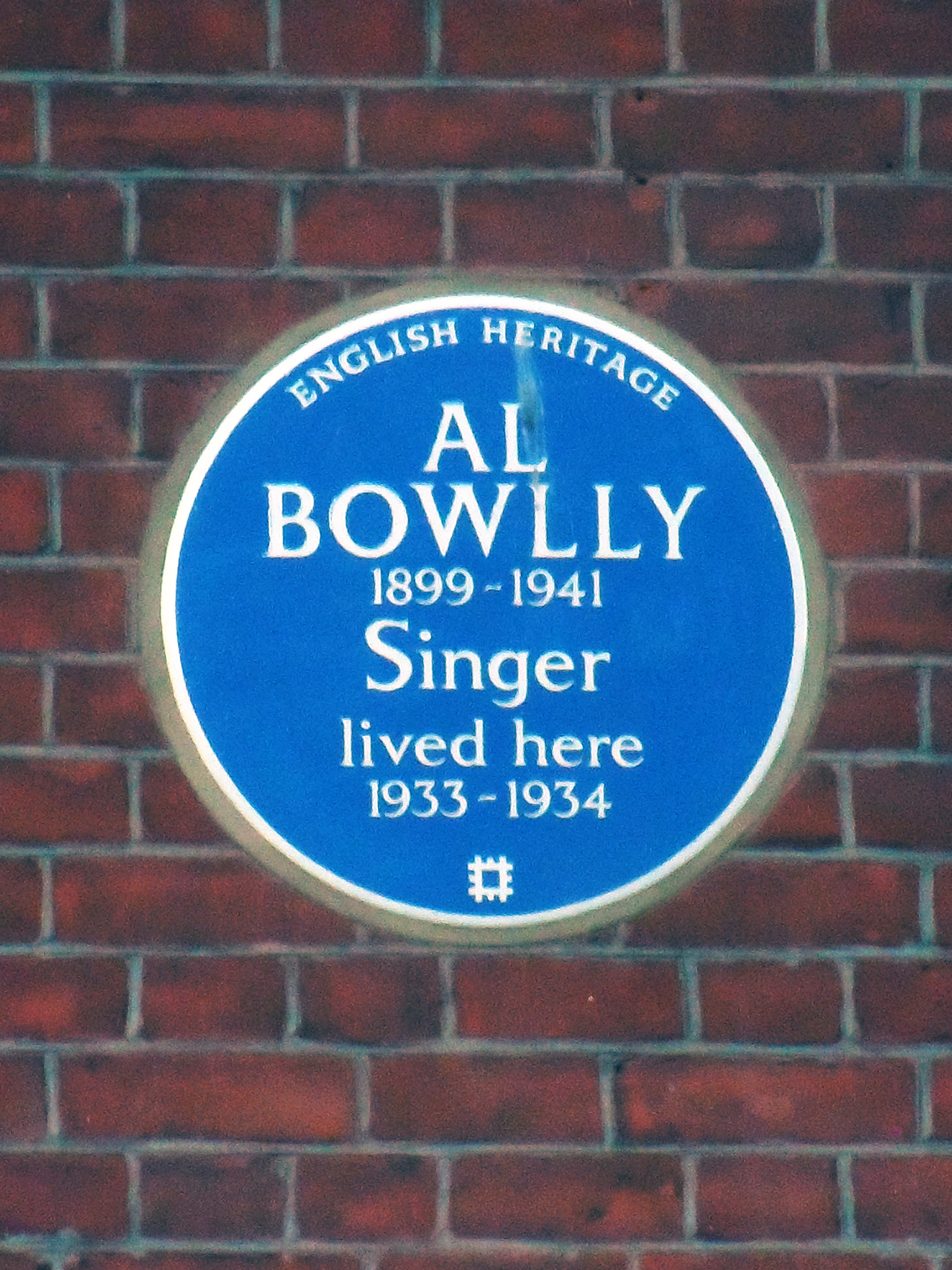
Gedenkplakette an Bowllys Haus in der 26 Charing Cross Road, London.

Bowlly geriet nicht ganz in Vergessenheit. Mehrfach ist er in Filmen zu hören, am bekanntesten wohl mit seiner Aufnahme (und Ray Nobles Orchester) von „Midnight, the Stars and You“ in der Bar-Szene und am Filmende von Stanley Kubricks Shining (1980). Sein Leben wird im Musical Melancholy Baby (1993) dargestellt. 2013 wurde eine Plakette an seinem ehemaligen Wohnhaus angebracht.